# شخصية شريرة

سنايدلي وبلاش، مثال لشرير رسوم متحركة

الشرير (بالإنجليزية: villain)‏ هو شخصية وضعية، سواءً كانت تستند إلى سرد تاريخي أو قصة أدبية. يُعرِّف قاموس Random House Unabridged هذه الشخصية على أنها «شخصية خبيثة ووحشية مشاركة أو مكرّسة للشر أو الجريمة؛ أو شخصية في مسرحية أو رواية أو ما شابه ذلك، والتي تشكل قوة شريرة مهمة في الحبكة.» نقيض الشرير هو البطل.
الغرض الهيكلي للشرير هو أن يكون بمثابة معارض لشخصية البطل، ودوافعه أو أفعاله الشريرة تقود الحبكة.[بحاجة لمصدر] على النقيض من البطل، الذي يتم تعريفه من خلال مآثر البراعة والشجاعة والسعي لتحقيق العدالة والصالح العام، غالبًا ما يتم تعريف الشرير من خلال أفعاله الأنانية، والشر، والغطرسة، والقسوة، والمكر، وإظهار السلوك غير الأخلاقي الذي يمكنه معارضة أو إفساد العدالة.[بحاجة لمصدر]